# Gustavo Garza Villarreal
Gustavo Garza Villarreal (Monterrey, Nuevo León, 12 de enero de 1945) es profesor-investigador del Centro de Estudios Demográficos, Urbanos y Ambientales de El Colegio de México e Investigador Emérito  del Sistema Nacional de Investigadores de México (SNI) Nivel III. En 2016 fue nombrado profesor emérito de El Colmex.

## Estudios y docencia
Es Doctor en Economía por la Facultad de Economía de la Universidad Nacional Autónoma de México. Obtuvo su licenciatura en la Facultad de Economía de la Universidad Autónoma de Nuevo León con la tesis "La urbanización de la estructura económica". Posteriormente estudió la maestría en economía en el entonces Centro de Estudios Económicos y Demográficos de El Colegio de México. Cursó además un diplomado en Planeación y Política Económica en la Universidad de Cambridge. Ha sido autor de numerosos libros y artículos en publicaciones académicas.
Ha impartido cursos en El Colegio de México desde 1970, en el Instituto Tecnológico Autónomo de México y en la Universidad Nacional Autónoma de México. Sus principales líneas de investigación dentro de la economía espacial son la organización espacial del sector servicios, los estudios urbanos y regionales y la planeación urbana y regional.
Ha publicado alrededor de 250 artículos y capítulos en revistas y libros especializados en el desarrollo urbano en México y la dinámica macroeconómica de las ciudades, y es autor de 27 obras sobre el tema. Ha sido investigador visitante en la Universidad de California, San Diego; en el Centro Brasileño de Análisis y Planeación, en Sao Paulo, Brasil; en la Universidad de Texas, Austin; en la Universidad de Cambridge, Inglaterra; la London School of Economics, Inglaterra; y en la Universidad de Alcalá, España. Fue miembro del panel sobre Dinámica Urbana de la Academia de Ciencias de los Estados Unidos de América de 1999 a 2003. Distinguido como doctor honoris causa por la Benemérita Universidad Autónoma de Puebla en 2014. 
Desde 2010 ha trabajado en el proyecto Estructuración intrametropolitana del sector servicios en la Ciudad de México, 1960-2013. Como resultado, se publicó una trilogía de obras sobre el valor de la infraestructura y equipamiento de la urbe. Actualmente se encuentra escribiendo un libro donde se analiza la localización intrametropolitana del sector comercio y servicios para intentar determinar el patrón que sigue y la función de las condiciones generales de la producción como su principal determinante. Todo ello constituye un intento estadístico, dentro de la metodológica de la Economía Política Urbana,  por validar la propuesta de una Teoría general unificada espacio-sectorial del desarrollo económico.
Coordina el Blog en Economía Política Urbana en la plataforma científica francesa Hypotheses que tiene como objetivo conjuntar los esfuerzos aislados que se están realizando por diferentes investigadores en esta área de conocimiento con el fin de difundir las publicaciones existentes y los proyectos en curso. Con ello se tratará de promover el avance de esta escuela del pensamiento en el ámbito internacional y, en especial, latinoamericano.

## Publicaciones recientes
- Garza, Gustavo (2022), Economía política de la estructuración espacial del comercio y los servicios en la Ciudad de México. Apéndices metodológicos y estadísticos, Volumen II,  ePrometheum Ediciones Digitales, Ciudad de México (pp. 1 256)  ISBN 978-607-99238-2-2. (Disponible en: http://eprometheum.com).
- Garza, Gustavo (2021), Economía política de la estructuración espacial del comercio y los servicios en la Ciudad de México. La ciudad como fuerza productiva, Volumen I,  ePrometheum Ediciones Digitales, Ciudad de México (pp. 893) (Disponible en: http://eprometheum.com).
- Garza, Gustavo (2020), Dinámica y configuración macroeconómica de la Ciudad de México, 1960-2013: estrategia económico-espacial para la planeación multidimensional de la Ciudad de México, 2020-2040 (LC/MEX/TS.2020/24), Comisión Económica para América Latina y el Caribe (CEPAL), Ciudad de México
- Garza, Gustavo (2018), Evolución de las condiciones generales de la producción en la ciudad antigua (Catalhöyük, Azoria y Roma).
- Garza, Gustavo (2015), Valor de los medios de consumo colectivo en la Ciudad de México, El Colegio de México, México.
- Garza, Gustavo (coord.) (2014), Valor de los medios de producción socializados en la Ciudad de México, El Colegio de México, México.
- Garza, Gustavo (2013), Teoría de las condiciones y los servicios generales de la producción, El Colegio de México, México.
- Garza, Gustavo (coord.) (2011), Visión comprensiva de la distribución territorial del sector servicios en México, El Colegio de México, México.
- Garza, Gustavo (coord.) (2010), Geografía del sector servicios en el norte de México, El Colegio de México, México/Universidad Autónoma de Coahuila.
- Garza, Gustavo (2010), "La transformación urbana de México, 1970-2020", en Gustavo Garza y Marta Schteingart (coords.),Desarrollo urbano y regional: Los Grandes Problemas de México, 2, El Colegio de México, México.[6]
- Garza, Gustavo (coord.) (2010), Visión comprensiva de la distribución territorial del sector servicios en México, El Colegio de México, México.
- Garza, Gustavo y Jaime Sobrino (coords.) (2009), Evolución del sector servicios en ciudades y regiones de México, El Colegio de México, México.
- Garza, Gustavo (2008), Macroeconomia del sector servicios en la Ciudad de México, 1960-2003, El Colegio de México, México.[7]
- Garza, Gustavo (coord.) (2006), La organización espacial del sector servicios en México, Distrito Federal, México, El Colegio de México.
- Garza, Gustavo (2003) La Urbanización de México en el Siglo XX, Distrito Federal, México, El Colegio de México, Centro de Estudios Demográficos y de Desarrollo Urbano.
- Garza, Gustavo, Pierre Filion y Gary Sands (2003), Políticas Urbanas en Grandes Metrópolis: Detroit Monterrey y Toronto, México, El Colegio de México.